# Beats and Styles
Beats and Styles è il progetto musicale di due produttori/DJ finlandesi, DJ Alimo e DJ Control.
L'idea è quella di combinare insieme diversi stili musicali così da creare suoni musicali originali legati con energia positiva con un particolare cantato e un bel groove.
Come dice il nome del gruppo, questi eclettici produttori cercano di amalgamare different beats con different styles, il tutto mixando suoni, canto, danza e mastering.
Il loro primo album si chiama This Is... Beats And Styles ed è stato pubblicato in Finlandia.
Il primo singolo estratto "Allstars" è una canzone dancehall molto elettronica a cui prendono parte tutti gli amici cantanti e rapper del duo finlandese (tra cui spicca il featuring di B.O.DUBB... rapper dei Bomfunk MC's).
Il secondo lavoro We're not ready yet è stato pubblicato nel 2004 ed è un disco che, pur restando molto variegato, sterza abbastanza vistosamente verso l'electro-pop.
Il primo singolo estratto “Dance, Dance, Dance!” ballatissimo singolo dallo stile unico a metà tra dance e r&b.
A questo singolo è seguito "Invitation to the dancefloor" (estratto dal loro terzo album Everything is everything uscito in Finlandia nel 2005), già nella top-ten scandinava e pubblicato in Italia dalla Time.
Due le versioni del singolo, oltre all'originale (in perfetto stile discomusic), sarà presente il remix di Dj Monique.
A febbraio del 2007, i Beats And Styles sono usciti con il loro progetto più ambizioso: Walk, don't talk.
Il nuovo disco, infatti, è pieno di elementi rock, pop e dance: tutti generi che, seppur presenti nei lavori precedenti, in questo quarto album, si rimescolano creando delle melodie abbastanza inedite per il duo finlandese.
In Italia dovrebbe uscire il primo singolo "Take it back" (sempre edito dalla Time) tratto da "Walk, don't talk"... il cui video è stato girato in Sicilia durante marzo 2007.
A maggio 2008, esce in Finlandia il primo greatest hits del gruppo Straight Forward - The Best of Beats and Styles contenente 14 hits della band, 1 canzone degli esordi cantata in finlandese e due inediti ("You got the light" e "Straight UP (Straight Forward)"), di cui uno dal sapore vagamente orchestrale, considerato l'abbondante uso di archi all'interno del brano.
Particolarità di questa raccolta è quella di essere accompagnata anche da un DVD contenente tutti i videoclip del gruppo, oltre a moltissimi extra quali interviste e alcuni simpatici video amatoriali girati dagli stessi componenti della band (o comunque dai loro collaboratori) durante i loro spettacoli in giro per il mondo.
Uno "strano dettaglio" si può notare nel booklet di questo album: è l'unico disco della band in cui, per la prima volta nella loro carriera, non c'è nemmeno una foto in due: infatti, in tutto il libriccino del cd, non si trova nessuna foto dell'altro membro del gruppo, DJ Alimo.
I sospetti che qualcosa, dietro le quinte della band, non vada più per il verso giusto comincia a farsi sentire sempre più pesantemente e, infatti, a settembre 2009, è proprio DJ Control a dare ufficialmente l'annuncio dell'uscita di DJ Alimo dal progetto "in quanto, da diverso tempo ormai, Alimo non era più d'accordo con la svolta pop che prenderemo dal prossimo disco".
Poco dopo l'annuncio, il 23 settembre 2009, esce in Finlandia il sesto disco Schizosonic: un disco dalle tinte decisamente pop e che sicuramente, segna l'inizio di una nuova fase della carriera dei Beats And Styles.
Il 19 dicembre 2009, con gli auguri di fine anno, si ferma di fatto, l'attività del sito ufficiale della band che viene praticamente abbandonato a sé stesso.
Nei primi mesi del 2011 (a febbraio), il chitarrista/compositore dei Beats and Styles, Control, rende noto via Twitter che è finalmente online il sito della sua nuova band "Ringo Franco" è questo, segna ufficialmente la fine del progetto "Beats And Styles"

## Album
- This is... Beats and Styles (2003)
- We're not ready yet (2004)
- Everything is Everything (2005)
- Walk, don't Talk (2007)
- Straight Forward - The Best of Beats and Styles (2008)
- Schizosonic (2009)